# Praemastus fulvizonata
Praemastus fulvizonata är en fjärilsart som beskrevs av George Francis Hampson 1909. Praemastus fulvizonata ingår i släktet Praemastus och familjen björnspinnare. Inga underarter finns listade i Catalogue of Life.